# Jamal al-Qabendi
Jamal al-Qabendi (arabisch جمال القبندي, DMG Ǧamāl al-Qabandī; * 7. April 1959; † 13. April 2021) war ein kuwaitischer Fußballspieler.

## Karriere
In seiner Zeit beim Kazma SC stand er im Kader der kuwaitischen Nationalmannschaft bei den Olympischen Spielen 1980. Zudem war er noch im Kader der Weltmeisterschaft 1982, hier kam er jedoch in keinem der drei Vorrunden-Spiele zum Einsatz. Des Weiteren gewann al-Qabendi bei den Asienspielen 1982 mit der Nationalmannschaft Silber und vier Jahre später Bronze.